# Số nguyên tố

Hợp số có thể được sắp xếp thành các hình chữ nhật, còn số nguyên tố thì không

Số nguyên tố là số tự nhiên lớn hơn 1 không phải là tích của hai số tự nhiên nhỏ hơn chính nó. Nói cách khác, số nguyên tố là những số chỉ có đúng hai ước số là 1 và chính nó. Các số tự nhiên lớn hơn 1 không phải là số nguyên tố được gọi là hợp số. Chẳng hạn, 5 là số nguyên tố bởi vì cách duy nhất để viết nó dưới dạng một tích, 1 × 5 hoặc 5 × 1, có một thừa số là chính số 5. Tuy nhiên, 6 là hợp số vì nó là tích của hai số (2 × 3) mà cả hai số đều nhỏ hơn 6. Số nguyên tố là nội dung trọng tâm trong lý thuyết số theo định lý cơ bản của số học: mọi số tự nhiên lớn hơn 1 hoặc là số nguyên tố hoặc có thể được phân tích ra thừa số nguyên tố một cách duy nhất xê xích một phép hoán vị.
Tính chất nguyên tố của một số được gọi là tính nguyên tố. Một phương pháp đơn giản để kiểm tra tính nguyên tố của một số {\displaystyle n}, được gọi là giải thuật chia thử, kiểm tra xem {\displaystyle n} có phải là bội số của bất kỳ số nguyên nào giữa 2 và {\displaystyle {\sqrt {n}}} hay không. Một số thuật toán khác bao gồm phép kiểm tra Miller–Rabin, tuy nhanh nhưng có xác suất nhỏ cho kết quả sai và phép kiểm tra tính nguyên tố AKS, vốn luôn cho lời giải đúng trong khoảng thời gian đa thức nhưng quá chậm để áp dụng trong thực tế. Ngoài ra, còn có một số thuật toán nhanh dành cho các số có dạng đặc biệt, chẳng hạn như số nguyên tố Mersenne. Đến nay, số nguyên tố lớn nhất đã biết là một số nguyên tố Mersenne có 41.024.320 chữ số, được khám phá vào tháng 10 năm 2024.
Có vô số số nguyên tố, như đã được Euclid chứng minh vào khoảng năm 300 TCN. Hầu như không có công thức đơn giản nào để phân biệt số nguyên tố và hợp số. Tuy nhiên, sự phân phối các số nguyên tố trong tập hợp các số tự nhiên có trong một khoảng giá trị lớn có thể được mô hình hóa theo thống kê. Kết quả đầu tiên theo hướng đó là định lý số nguyên tố, được chứng minh vào cuối thế kỷ 19, cho rằng xác suất để một số bất kỳ là số nguyên tố tỉ lệ nghịch với số chữ số của nó, nghĩa là với logarit của nó.
Một số bài toán lịch sử liên quan đến số nguyên tố vẫn chưa có lời giải. Chúng bao gồm giả thuyết Goldbach, cho rằng mọi số nguyên chẵn lớn hơn 2 có thể được biểu diễn thành tổng của hai số nguyên tố, và phỏng đoán về số nguyên tố sinh đôi, cho rằng có vô số cặp số nguyên tố chỉ có một số chẵn giữa chúng. Những bài toán như thế đã góp phần thúc đẩy sự phát triển của nhiều nhánh trong lý thuyết số tập trung vào khía cạnh đại số và giải tích của các số. Số nguyên tố cũng có ứng dụng trong một số lĩnh vực của công nghệ thông tin, chẳng hạn như mật mã hóa khóa công khai, dựa vào sự phức tạp trong việc phân tích các số nguyên lớn ra thừa số nguyên tố. Trong đại số trừu tượng, còn có một số đối tượng khác có đặc điểm và tính chất giống với số nguyên tố, trong đó gồm phần tử nguyên tố và i-đê-an nguyên tố.

## Định nghĩa và ví dụ
Một số tự nhiên (1, 2, 3, 4, 5, 6,...) được gọi là số nguyên tố nếu nó lớn hơn 1 và không thể được biểu diễn thành tích của hai số tự nhiên nhỏ hơn khác 1. Các số lớn hơn 1 không phải là số nguyên tố được gọi là hợp số. Nói cách khác, {\displaystyle n} là số nguyên tố nếu {\displaystyle n} vật không thể chia đều thành nhiều nhóm nhỏ gồm nhiều hơn một vật, hoặc {\displaystyle n} dấu chấm không thể được sắp xếp thành một hình chữ nhật có chiều dài và chiều rộng nhiều hơn một dấu chấm. Chẳng hạn, trong các số từ 1 đến 6, số 2, 3 và 5 là số nguyên tố vì không có số nào khác có thể chia hết được chúng (số dư bằng 0). 1 không phải là số nguyên tố vì nó đã được loại trừ ra khỏi định nghĩa. 4 = 2 × 2 và 6 = 2 × 3 đều là hợp số.

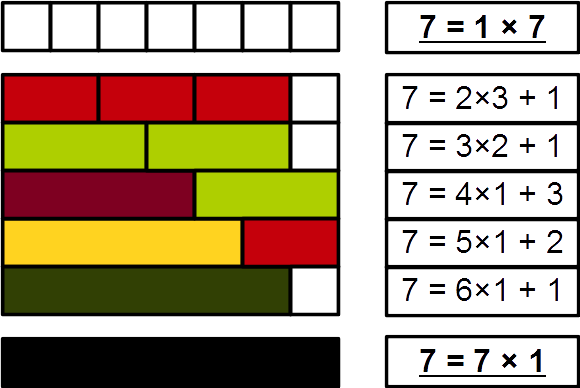
Hình minh họa cho thấy 7 là số nguyên tố vì không có số nào trong các số 2, 3, 4, 5, 6 có thể chia hết 7

Ước số của một số tự nhiên {\displaystyle n} là các số tự nhiên có thể chia hết được {\displaystyle n}. Mọi số tự nhiên đều có ít nhất hai ước số là 1 và chính nó. Nếu nó còn có thêm một ước số khác thì nó không thể là số nguyên tố. Từ ý tưởng đó mà ta có một định nghĩa khác về số nguyên tố: đó là những số chỉ có đúng hai ước số dương là 1 và chính nó. Ngoài ra, còn có một cách diễn đạt khác nữa: {\displaystyle n} là số nguyên tố nếu nó lớn hơn 1 và không có số nào trong các số {\displaystyle 2,3,\dots ,n-1} có thể chia hết được nó.
25 số nguyên tố đầu tiên (tất cả các số nguyên tố nhỏ hơn 100) là:
2, 3, 5, 7, 11, 13, 17, 19, 23, 29, 31, 37, 41, 43, 47, 53, 59, 61, 67, 71, 73, 79, 83, 89, 97 (dãy số A000040 trong bảng OEIS).
Không có số chẵn {\displaystyle n} lớn hơn 2 nào là số nguyên tố vì một số chẵn bất kỳ có thể được biểu diễn thành {\displaystyle 2\times {\frac {n}{2}}}. Do đó, số 2 là số nguyên tố chẵn duy nhất; tất cả số nguyên tố ngoài số 2 là số lẻ và được gọi là số nguyên tố lẻ. Tương tự, khi được viết trong hệ thập phân, tất cả số nguyên tố lớn hơn 5 đều có tận cùng là 1, 3, 7 hoặc 9. Các số có tận cùng là chữ số khác đều là hợp số: số có tận cùng là 0, 2, 4, 6 hoặc 8 là số chẵn, và số có tận cùng là 0 hoặc 5 thì chia hết cho 5.
Tập hợp các số nguyên tố được ký hiệu là {\displaystyle \mathbf {P} } (chữ P viết hoa, in đậm) hoặc {\displaystyle \mathbb {P} } (chữ P viết hoa, in đậm bảng đen).

## Lịch sử

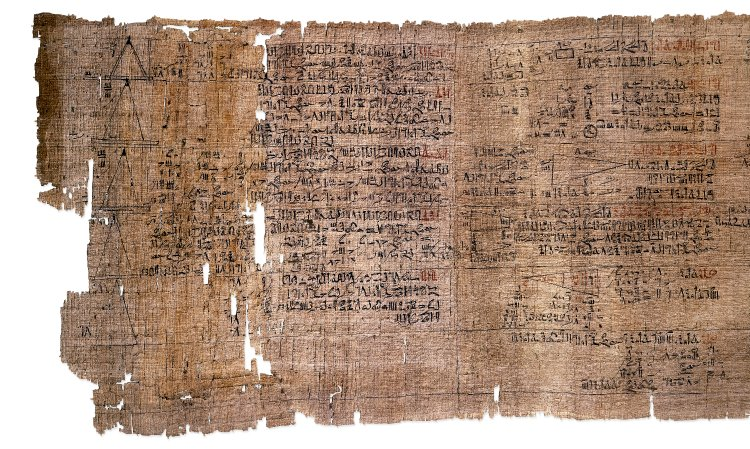
Cuộn giấy Rhind

Cuộn giấy Rhind (từ khoảng năm 1550 trước Công nguyên) có chứa các khai triển phân số Ai Cập theo nhiều dạng khác nhau cho số nguyên tố và hợp số. Tuy nhiên, các công trình nghiên cứu cụ thể về số nguyên tố được lưu lại sớm nhất đến từ toán học Hy Lạp cổ đại. Bộ Cơ sở của Euclid (khoảng 300 TCN) có phần chứng minh sự tồn tại vô số số nguyên tố và định lý cơ bản của số học, đồng thời nêu cách tạo ra một số hoàn thiện từ số nguyên tố Mersenne. Một phát minh khác từ Hy Lạp là sàng Eratosthenes vẫn còn được dùng để lập danh sách các số nguyên tố.
Khoảng năm 1000, nhà toán học Hồi giáo Ibn al-Haytham (Alhazen) tìm ra định lý Wilson, xác định số nguyên tố là các số {\displaystyle n} chia hết {\displaystyle (n-1)!+1}. Ông cũng phỏng đoán rằng tất cả số hoàn thiện chẵn đều có thể được tạo ra từ số Mersenne theo cách xây dựng của Euclid, nhưng không chứng minh được. Một nhà toán học Hồi giáo khác, Ibn al-Banna' al-Marrakushi tìm ra rằng sàng Eratosthenes có thể được đẩy nhanh khi chỉ kiểm tra các ước số lớn đến căn bậc hai của số lớn nhất được kiểm tra. Fibonacci sau đó đã mang những ý tưởng mới này từ toán học Hồi giáo về châu Âu. Cuốn Liber Abaci (1202) của ông là cuốn sách đầu tiên mô tả phép chia thử để kiểm tra tính nguyên tố chỉ bằng việc kiểm tra các ước số lớn đến căn bậc hai của số cần kiểm tra.
Năm 1640, Pierre de Fermat phát biểu định lý nhỏ Fermat (về sau được Leibniz và Euler chứng minh). Fermat cũng đã nghiên cứu và kiểm tra tính nguyên tố của số Fermat {\displaystyle 2^{2^{n}}+1}, và Marin Mersenne nghiên cứu số nguyên tố Mersenne, số nguyên tố có dạng {\displaystyle 2^{p}-1} với {\displaystyle p} cũng là số nguyên tố. Trong thư gửi Euler năm 1742, Christian Goldbach đã phát biểu giả thuyết Goldbach cho rằng mọi số chẵn đều là tổng của hai số nguyên tố. Euler chứng minh được giả thuyết của Alhazen (về sau gọi là định lý Euclid–Euler) rằng mọi số hoàn thiện chẵn có thể được tạo ra từ số nguyên tố Mersenne. Ông cũng giới thiệu các phương pháp được ứng dụng từ giải tích toán học trong lĩnh vực này khi chứng minh sự tồn tại vô số số nguyên tố và tính phân kỳ của tổng nghịch đảo các số nguyên tố {\displaystyle {\tfrac {1}{2}}+{\tfrac {1}{3}}+{\tfrac {1}{5}}+{\tfrac {1}{7}}+{\tfrac {1}{11}}+\cdots }. Đầu thế kỷ 19, Legendre và Gauss đưa ra phỏng đoán rằng khi {\displaystyle x} tiến về vô hạn thì số lượng số nguyên tố nhỏ hơn hoặc bằng {\displaystyle x} tiệm cận về {\displaystyle x/\log x} với {\displaystyle \log x} là logarit tự nhiên của {\displaystyle x}. Một hệ quả yếu hơn từ kết quả về mật độ số nguyên tố nói trên là định đề Bertrand rằng với một số nguyên {\displaystyle n>1} bất kỳ thì tồn tại một số nguyên tố nằm giữa {\displaystyle n} và {\displaystyle 2n}, được Pafnuty Chebyshev chứng minh vào năm 1852. Ý tưởng của Bernhard Riemann trong bài báo năm 1859 về hàm zeta của mình đã góp phần vạch ra hướng đi để chứng minh phỏng đoán đó. Mặc dù một phỏng đoán liên quan là giả thuyết Riemann vẫn chưa có lời giải, đại cương của Riemann đã được hoàn thành vào năm 1896 bởi Hadamard và de la Vallée Poussin và kết quả này hiện được biết đến với tên gọi định lý số nguyên tố. Một thành tựu quan trọng khác trong thế kỷ 19 là định lý Dirichlet về cấp số cộng cho rằng một cấp số cộng nhất định chứa vô số số nguyên tố.
Nhiều nhà toán học đã nghiên cứu các thuật toán kiểm tra tính nguyên tố với các số lớn hơn so với các số mà giải thuật chia thử có thể áp dụng được. Các thuật toán giới hạn về một dạng số cụ thể bao gồm kiểm tra Pépin cho số Fermat (1877), định lý Proth (khoảng 1878), kiểm tra Lucas–Lehmer (1856) và dạng tổng quát của nó, kiểm tra Lucas.
Từ năm 1951, tất cả các số nguyên tố lớn nhất đã biết đều được tìm ra thông qua các thuật toán trên máy tính. Công cuộc tìm ra số nguyên tố lớn hơn thế đã gây chú ý ngoài phạm vi toán học với dự án Great Internet Mersenne Prime Search và nhiều dự án điện toán phân tán khác. Quan niệm rằng số nguyên tố ít được ứng dụng ngoài toán học thuần túy đã bị xóa bỏ vào những năm 1970 khi mật mã hóa khóa công khai và mã hóa RSA được phát minh dựa trên số nguyên tố.
Tầm quan trọng ngày càng lớn của việc kiểm tra tính nguyên tố và phân tích số nguyên tố trên máy tính dẫn đến sự phát triển của nhiều thuật toán khác có thể thực hiện được với các số rất lớn không thuộc bất kỳ dạng đặc biệt nào. Lý thuyết toán học về số nguyên tố cũng tiếp tục phát triển trong thời kỳ hiện đại với định lý Green–Tao (2004) phát biểu rằng tồn tại các cấp số cộng dài bất kỳ chỉ chứa số nguyên tố, và chứng minh của Yitang Zhang năm 2013 rằng tồn tại vô số khoảng cách số nguyên tố với kích thước giới hạn.

### Tính nguyên tố của số 1
Đa số nhà toán học Hy Lạp cổ không cho rằng 1 là một số nên họ không thể xét được tính nguyên tố của nó. Một số nhà toán học thời điểm đó cũng cho rằng số nguyên tố có được từ sự chia nhỏ các số lẻ nên họ không xem số 2 là số nguyên tố. Tuy nhiên, Euclid và đa số nhà toán học Hy Lạp cổ xem 2 là số nguyên tố. Các nhà toán học Hồi giáo cũng nối tiếp theo Hy Lạp, không công nhận 1 là một số. Đến thời Trung Cổ và Phục Hưng, các nhà toán học bắt đầu thừa nhận 1 là một số, và một vài trong số đó cho rằng số 1 là số nguyên tố đầu tiên. Giữa thế kỷ 18, Christian Goldbach công nhận số 1 là số nguyên tố trong thư gửi Leonhard Euler, nhưng Euler lại không thừa nhận như thế. Nhiều nhà toán học thế kỷ 19 vẫn cho rằng 1 là số nguyên tố và Derrick Norman Lehmer cũng liệt kê số 1 trong danh sách số nguyên tố nhỏ hơn 10 triệu do ông tổng hợp và xuất bản năm 1914. Các danh sách số nguyên tố có chứa số 1 vẫn tiếp tục được xuất bản cho đến năm 1956.
Nếu định nghĩa số nguyên tố bị thay đổi để công nhận 1 là số nguyên tố, nhiều định lý liên quan đến nó sẽ phải được diễn đạt lại một cách rắc rối. Chẳng hạn, định lý cơ bản của số học khi đó sẽ bị sửa lại về mặt phân tích thành các số nguyên tố lớn hơn 1, vì mọi số đều có vô số cách phân tích mà trong đó số 1 xuất hiện với số lần bất kỳ. Tương tự, sàng Eratosthenes cũng sẽ không hoạt động đúng cách, vì khi đó nó loại bỏ tất cả các bội của 1 (tức là tất cả các số khác) và cho đầu ra chỉ có duy nhất số 1. Một số tính chất của số nguyên tố cũng không đúng đối với số 1: ví dụ, công thức của hàm phi Euler hoặc hàm tổng các ước số khác nhau với số nguyên tố so với số 1. Đến đầu thế kỷ 20, các nhà toán học bắt đầu thừa nhận rằng số 1 không nên nằm trong danh sách số nguyên tố, mà thay vào đó cần nằm ở một thể loại đặc biệt: "đơn vị" trong lý thuyết vành.

## Tính chất cơ bản

### Sự phân tích duy nhất
Viết một số thành tích của các số nguyên tố được gọi là phân tích nguyên tố của số đó. Chẳng hạn: 
{\displaystyle {\begin{aligned}34866&=2\cdot 3\cdot 3\cdot 13\cdot 149\\&=2\cdot 3^{2}\cdot 13\cdot 149.\end{aligned}}}
Các thừa số trong tích được gọi là thừa số nguyên tố. Một thừa số nguyên tố có thể xuất hiện nhiều lần, khi đó có thể dùng lũy thừa để gộp nhiều thừa số giống nhau đó lại thành một. Trong ví dụ trên, số 3 xuất hiện hai lần và {\displaystyle 3^{2}} là bình phương hay lũy thừa bậc hai của 3.
Tầm quan trọng thiết yếu của số nguyên tố trong lý thuyết số và toán học nói chung có được từ định lý cơ bản của số học. Định lý này phát biểu rằng bất kỳ số nguyên nào lớn hơn 1 đều có thể được viết thành tích của một hoặc nhiều số nguyên tố. Hơn nữa, tích đó là duy nhất, vì dễ thấy trong hai phân tích nguyên tố của cùng một số, các thừa số nguyên tố luôn xuất hiện với số lần bằng nhau dù thứ tự của chúng có thể khác nhau. Do đó, mặc dù có nhiều cách khác nhau để tìm cách phân tích một số thông qua thuật toán phân tích số nguyên nhưng chúng đều phải cho cùng một kết quả. Số nguyên tố vì vậy còn được gọi là "khối gạch cơ bản" của số tự nhiên.
Một số chứng minh về tính duy nhất của phân tích nguyên tố được dựa trên bổ đề Euclid: Nếu {\displaystyle p} là số nguyên tố và {\displaystyle p} chia hết một tích {\displaystyle ab} với {\displaystyle a} và {\displaystyle b} là số nguyên thì {\displaystyle p} cũng chia hết {\displaystyle a} hoặc {\displaystyle b} (hoặc cả hai). Ngược lại, nếu một số {\displaystyle p} có tính chất khi chia hết một tích thì nó cũng chia hết ít nhất một thừa số trong tích, thì {\displaystyle p} phải là số nguyên tố.

### Sự tồn tại vô số số nguyên tố
Có vô số số nguyên tố. Nói cách khác, dãy các số nguyên tố
2, 3, 5, 7, 11, 13,...
không bao giờ kết thúc. Phát biểu trên còn được gọi là định lý Euclid theo tên của nhà toán học Hy Lạp cổ đại Euclid vì ông là người đầu tiên chứng minh được phát biểu này. Một số cách chứng minh khác về sự tồn tại vô số số nguyên tố bao gồm một chứng minh bằng giải tích của Euler, chứng minh của Goldbach dựa trên số Fermat, chứng minh từ tô pô học của Furstenberg, hay cách chứng minh đơn giản của Kummer.
Chứng minh của Euclid cho thấy rằng một tập hợp hữu hạn các số nguyên tố bất kỳ là chưa hoàn thành. Thật vậy, xét một tập hợp hữu hạn gồm các số nguyên tố {\displaystyle p_{1},p_{2},\ldots ,p_{n}}. Khi nhân các số đó với nhau và cộng thêm 1 thì ta được
{\displaystyle N=1+p_{1}\cdot p_{2}\cdots p_{n}.}
Theo định lý cơ bản của số học thì {\displaystyle N} có một phân tích nguyên tố
{\displaystyle N=p'_{1}\cdot p'_{2}\cdots p'_{m}}
với một hoặc nhiều thừa số nguyên tố. {\displaystyle N} có thể được chia hết bởi bất kỳ thừa số nào trong tích trên, nhưng lại có phần dư bằng 1 khi được chia bởi bất kỳ số nguyên tố nào trong tập hợp đã cho, nên không có thừa số nguyên tố nào của {\displaystyle N} có trong tập hợp đó. Vì không tồn tại một tập hợp hữu hạn nào chứa tất cả các số nguyên tố nên phải có vô số số nguyên tố.
Các số được tạo ra khi cộng thêm 1 vào tích của các số nguyên tố nhỏ nhất được gọi là số Euclid. Năm số Euclid đầu tiên là số nguyên tố, nhưng số Euclid thứ sáu,
{\displaystyle 1+{\big (}2\cdot 3\cdot 5\cdot 7\cdot 11\cdot 13{\big )}=30031=59\cdot 509,}
là hợp số.

### Công thức số nguyên tố
Không có công thức số nguyên tố hiệu quả nào được biết đến. Chẳng hạn, không có đa thức khác hằng số nào, kể cả đa thức đa biến, chỉ cho duy nhất các giá trị nguyên tố. Tuy nhiên, có một số biểu thức có thể tạo ra các giá trị nguyên tố, nhưng hiệu quả hoạt động khá thấp. Một công thức như thế được dựa trên định lý Wilson và có thể cho giá trị 2 nhiều lần, các giá trị nguyên tố khác đúng một lần. Một hệ phương trình Diophantine gồm 9 biến và một tham số cũng tồn tại với tính chất: tham số đó là số nguyên tố khi và chỉ khi hệ phương trình thu được có một nghiệm trên tập hợp số tự nhiên. Tính chất đó có thể được dùng để suy ra một công thức với tính chất là tất cả các giá trị dương của nó đều là số nguyên tố.
Hai công thức số nguyên tố khác đến từ định lý Mills và một định lý của Wright, cho rằng tồn tại hằng số thực {\displaystyle A>1} và {\displaystyle \mu } sao cho giá trị của
{\displaystyle \left\lfloor A^{3^{n}}\right\rfloor {\text{ và }}\left\lfloor 2^{\cdots ^{2^{2^{\mu }}}}\right\rfloor }
là số nguyên tố với mọi số tự nhiên {\displaystyle n} bất kỳ ở công thức thứ nhất và bất kỳ số lũy thừa nào trong công thức thứ hai. Ở đây {\displaystyle \lfloor {}\cdot {}\rfloor } là hàm sàn, số lớn nhất nhỏ hơn hoặc bằng với số được xét. Tuy nhiên, các công thức này không hữu ích vì cần phải tạo ra các số nguyên tố trước tiên để tính {\displaystyle A} hoặc {\displaystyle \mu }.

### Các bài toán mở
Đã có nhiều giả thuyết được đặt ra liên quan đến số nguyên tố, và đa số giả thuyết như vậy không được chứng minh trong nhiều thập kỷ: cả bốn bài toán của Landau từ năm 1912 vẫn chưa có lời giải. Một trong số đó là giả thuyết Goldbach cho rằng mọi số nguyên chẵn {\displaystyle n} lớn hơn 2 có thể được viết thành tổng của hai số nguyên tố. Tính đến năm 2014, giả thuyết này đã được xác nhận là đúng với các số lớn đến {\displaystyle n=4\cdot 10^{18}}. Một số giả thuyết tương tự như vậy đã được chúng minh, chẳng hạn, định lý Vinogradov cho rằng một số nguyên lẻ đủ lớn có thể được viết thành tổng của ba số nguyên tố. Còn theo định lý Chen, một số nguyên chẵn đủ lớn có thể được biểu diễn thành tổng của một số nguyên tố và một số nửa nguyên tố (tích của hai số nguyên tố). Đồng thời, một số nguyên chẵn lớn hơn 10 có thể được viết thành tổng của 6 số nguyên tố. Nhánh của lý thuyết số nghiên cứu những bài toán như thế được gọi là lý thuyết cộng tính số.
Một dạng bài toán khác có liên quan đến khoảng cách số nguyên tố, tức là chênh lệch giữa hai số nguyên tố liên tiếp. Có thể thấy được sự tồn tại của các khoảng cách số nguyên tố lớn tùy ý bằng cách chú ý rằng dãy số {\displaystyle n!+2,n!+3,\dots ,n!+n} chứa {\displaystyle n-1} hợp số với {\displaystyle n} là số tự nhiên. Tuy nhiên, khoảng cách số nguyên tố lớn này bắt đầu xuất hiện sớm hơn so với thời điểm mà lập luận này đã cho. Chẳng hạn, khoảng cách số nguyên tố đầu tiên với độ dài bằng 8 nằm giữa hai số nguyên tố 89 và 97, nhỏ hơn nhiều so với {\displaystyle 8!=40320}. Có giả thuyết cho rằng có vô số cặp số nguyên tố sinh đôi, tức là cặp số nguyên tố với chênh lệch bằng 2; đó chính là giả thuyết số nguyên tố sinh đôi. Giả thuyết Polignac phát biểu tổng quát hơn rằng với một số nguyên dương {\displaystyle k} bất kỳ, tồn tại vô số các cặp số nguyên tố liên tiếp sai khác nhau {\displaystyle 2k}. Giả thuyết Andrica, giả thuyết Brocard, giả thuyết Legendre và giả thuyết Oppermann đều cho rằng khoảng cách lớn nhất giữa các số nguyên tố từ 1 đến {\displaystyle n} phải là xấp xỉ {\displaystyle {\sqrt {n}}}, một kết quả được cho là suy ra từ giả thuyết Riemann, trong khi giả thuyết Cramér đặt khoảng cách lớn nhất bằng {\displaystyle O((\log n)^{2})}. Khoảng cách số nguyên tố có thể được khái quát hóa thành bộ {\displaystyle k} số nguyên tố, thể hiện những dãy lặp lại khoảng cách giữa nhiều hơn hai số nguyên tố. Tính vô hạn và mật độ của chúng là vấn đề chính trong giả thuyết Hardy–Littlewood đầu tiên, vốn có thể được suy ra từ thuật giải heuristic rằng dãy số nguyên tố hành xử tương tự như một dãy số ngẫu nhiên với mật độ được cho bởi định lý số nguyên tố.

## Tính chất trong giải tích
Lý thuyết số giải tích nghiên cứu lý thuyết số qua các khái niệm hàm số liên tục, giới hạn, chuỗi vô hạn và các khái niệm liên quan đến vô hạn và số nhỏ vô hạn.
Leonhard Euler là người đầu tiên khởi xướng ra ngành nghiên cứu này với thành tựu quan trọng đầu tiên là lời giải cho bài toán Basel. Bài toán yêu cầu tìm giá trị của tổng vô hạn {\displaystyle 1+{\tfrac {1}{4}}+{\tfrac {1}{9}}+{\tfrac {1}{16}}+\dots } mà ngày nay được công nhận là giá trị {\displaystyle \zeta (2)} của hàm zeta Riemann. Hàm này có liên hệ mật thiết với số nguyên tố và giả thuyết Riemann, một trong những bài toán chưa được giải có ý nghĩa quan trọng nhất trong toán học. Euler chứng minh được rằng {\displaystyle \zeta (2)=\pi ^{2}/6}. Nghịch đảo của số đó, {\displaystyle 6/\pi ^{2}}, là giới hạn của xác suất để hai số được chọn ngẫu nhiên từ một khoảng giá trị lớn là hai số nguyên tố cùng nhau (không có thừa số chung nào).
Sự phân phối các số nguyên tố trong khoảng giá trị lớn đó, chẳng hạn như có bao nhiêu số nguyên tố nhỏ hơn một số lớn cho trước, được mô tả bởi định lý số nguyên tố, nhưng không có công thức cho số nguyên tố thứ {\displaystyle n} được biết đến. Ở dạng cơ bản nhất, định lý Dirichlet về cấp số cộng phát biểu rằng đa thức tuyến tính
{\displaystyle p(n)=a+bn}
với {\displaystyle a} và {\displaystyle b} nguyên tố cùng nhau cho vô số các giá trị nguyên tố. Dạng chặt chẽ hơn của định lý phát biểu rằng tổng của nghịch đảo các giá trị nguyên tố đó phân kỳ, và các đa thức tuyến tính khác nhau với {\displaystyle b} bằng nhau có tỉ lệ số nguyên tố gần như nhau. Mặc dù đã có nhiều giả thuyết được đặt ra về tỉ lệ số nguyên tố trong các đa thức bậc cao nhưng chúng vẫn chưa được chứng minh, và không rõ có tồn tại một đa thức bậc hai nào có thể luôn cho các giá trị nguyên tố một cách thường xuyên hơn hay không.

### Chứng minh định lý Euclid bằng giải tích
Chứng minh của Euler về sự tồn tại vô số số nguyên tố xét tổng nghịch đảo các số nguyên tố
{\displaystyle {\frac {1}{2}}+{\frac {1}{3}}+{\frac {1}{5}}+{\frac {1}{7}}+\cdots +{\frac {1}{p}}.}
Euler chứng minh được rằng với một số thực {\displaystyle x} bất kỳ, tồn tại một số nguyên tố {\displaystyle p} sao cho tổng trên lớn hơn {\displaystyle x}. Nếu chỉ có một số hữu hạn các số nguyên tố thì tổng này phải đạt giá trị lớn nhất tại số nguyên tố lớn nhất thay vì tăng dần qua các giá trị của {\displaystyle x}, do đó có vô số số nguyên tố. Tốc độ gia tăng giá trị của tổng này được mô tả rõ hơn trong định lý thứ hai của Mertens. Để so sánh, tổng
{\displaystyle {\frac {1}{1^{2}}}+{\frac {1}{2^{2}}}+{\frac {1}{3^{2}}}+\cdots +{\frac {1}{n^{2}}}}
không tăng đến vô hạn khi {\displaystyle n} tiến đến vô hạn (xem bài toán Basel). Trong trường hợp này, số nguyên tố xuất hiện thường xuyên hơn so với bình phương các số tự nhiên, mặc dù cả hai tập hợp đều là vô hạn. Định lý Brun phát biểu rằng tổng nghịch đảo các số nguyên tố sinh đôi
{\displaystyle \left({{\frac {1}{3}}+{\frac {1}{5}}}\right)+\left({{\frac {1}{5}}+{\frac {1}{7}}}\right)+\left({{\frac {1}{11}}+{\frac {1}{13}}}\right)+\cdots }
là hữu hạn. Do định lý này nên không thể áp dụng cách của Euler để chứng minh giả thuyết số nguyên tố sinh đôi rằng có vô số cặp số nguyên tố sinh đôi.

### Số lượng số nguyên tố nằm dưới một số cho trước

Sai số tương đối của và tích phân logarit, hai xấp xỉ của hàm đếm số nguyên tố. Cả hai sai số tương đối đều giảm dần về 0 khi tăng dần, nhưng tốc độ giảm này nhanh hơn nhiều đối với tích phân logarit.

Hàm đếm số nguyên tố {\displaystyle \pi (n)} được định nghĩa là số lượng số nguyên tố không lớn hơn {\displaystyle n}. Ví dụ, {\displaystyle \pi (11)=5}, nghĩa là có 5 số nguyên tố nhỏ hơn hoặc bằng 11. Có một số phương pháp để tính giá trị chính xác của {\displaystyle \pi (n)} nhanh hơn so với khi liệt kê tất cả các số nguyên tố lớn đến {\displaystyle n}, chẳng hạn như thuật toán Meissel–Lehmer. Định lý số nguyên tố phát biểu rằng {\displaystyle \pi (n)} tiệm cận với {\displaystyle n/\log n} hay 
{\displaystyle \pi (n)\sim {\frac {n}{\log n}},}
nghĩa là tỉ số giữa {\displaystyle \pi (n)} và phân số ở vế phải tiến về 1 khi {\displaystyle n} tăng đến vô hạn. Kéo theo đó, xác suất để một số nhỏ hơn {\displaystyle n} được chọn ngẫu nhiên là số nguyên tố tỉ lệ nghịch với số chữ số của {\displaystyle n}. Đồng thời, số nguyên tố thứ {\displaystyle n} tỉ lệ thuận với {\displaystyle n\log n} và độ dài trung bình của khoảng cách nguyên tố tỉ lệ thuận với {\displaystyle \log n}. Một xấp xỉ chính xác hơn của {\displaystyle \pi (n)} được cho bởi tích phân logarit bù
{\displaystyle \pi (n)\sim \operatorname {Li} (n)=\int _{2}^{n}{\frac {dt}{\log t}}.}

### Cấp số cộng
Cấp số cộng là một dãy số hữu hạn hoặc vô hạn sao cho các số liên tiếp trong dãy đều có chênh lệch bằng nhau. Chênh lệch đó được gọi là mô đun (công sai) của cấp số cộng. Ví dụ,
3, 12, 21, 30, 39,...
là cấp số cộng vô hạn với mô đun 9. Trong một cấp số cộng, phép chia của tất cả các số cho mô đun đều cho số dư bằng nhau; trong ví dụ trên, số dư đó bằng 3. Vì cả mô đun 9 và số dư 3 đều là bội của 3 nên các phần tử khác trong dãy cũng vậy. Do đó, cấp số cộng đã cho chỉ chứa một số nguyên tố duy nhất, đó chính là số 3. Tổng quát, cấp số cộng vô hạn
{\displaystyle a,a+q,a+2q,a+3q,\dots }
có thể chứa nhiều hơn một số nguyên tố chỉ khi số dư {\displaystyle a} và mô đun {\displaystyle q} nguyên tố cùng nhau. Khi đó, theo định lý Dirichlet về cấp số cộng, cấp số cộng đó chứa vô số số nguyên tố.
Định lý Green–Tao cho thấy tồn tại các cấp số cộng hữu hạn dài tùy ý chỉ chứa các số nguyên tố.

### Giá trị nguyên tố của đa thức bậc hai
Euler nhận thấy rằng hàm
{\displaystyle n^{2}-n+41}

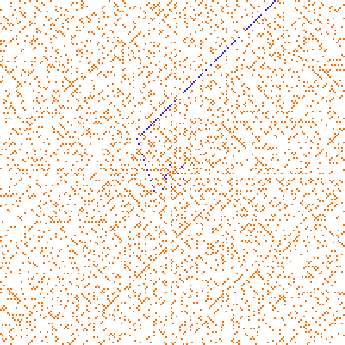
Xoắn Ulam. Các số nguyên tố (màu đỏ) tập trung ở một số đường chéo nhất định. Các giá trị nguyên tố của được tô màu xanh.

cho giá trị là số nguyên tố với {\displaystyle 1\leq n\leq 40}, mặc dù các giá trị hợp số bắt đầu xuất hiện khi {\displaystyle n} lớn hơn 40. Việc tìm ra giải thích cho hiện tượng này chính là tiền đề của lý thuyết số đại số với số Heegner và bài toán lớp số. Giả thuyết F của Hardy–Littlewood dự đoán mật độ số nguyên tố trong các giá trị của đa thức bậc hai với hệ số nguyên về mặt tích phân logarit và hệ số của đa thức. Không có đa thức bậc hai nào được chứng minh là chỉ cho các giá trị nguyên tố.
Xoắn Ulam sắp xếp các số tự nhiên thành một mặt phẳng hai chiều, xoắn ở các hình vuông đồng tâm quanh điểm gốc với số nguyên tố được đánh dấu. Dễ thấy trong ví dụ này, các số nguyên tố chỉ tập trung ở một số đường chéo nhất định, ngụ ý rằng có một số đa thức bậc hai cho giá trị nguyên tố thường xuyên hơn các đa thức khác.

### Hàm zeta và giả thuyết Riemann

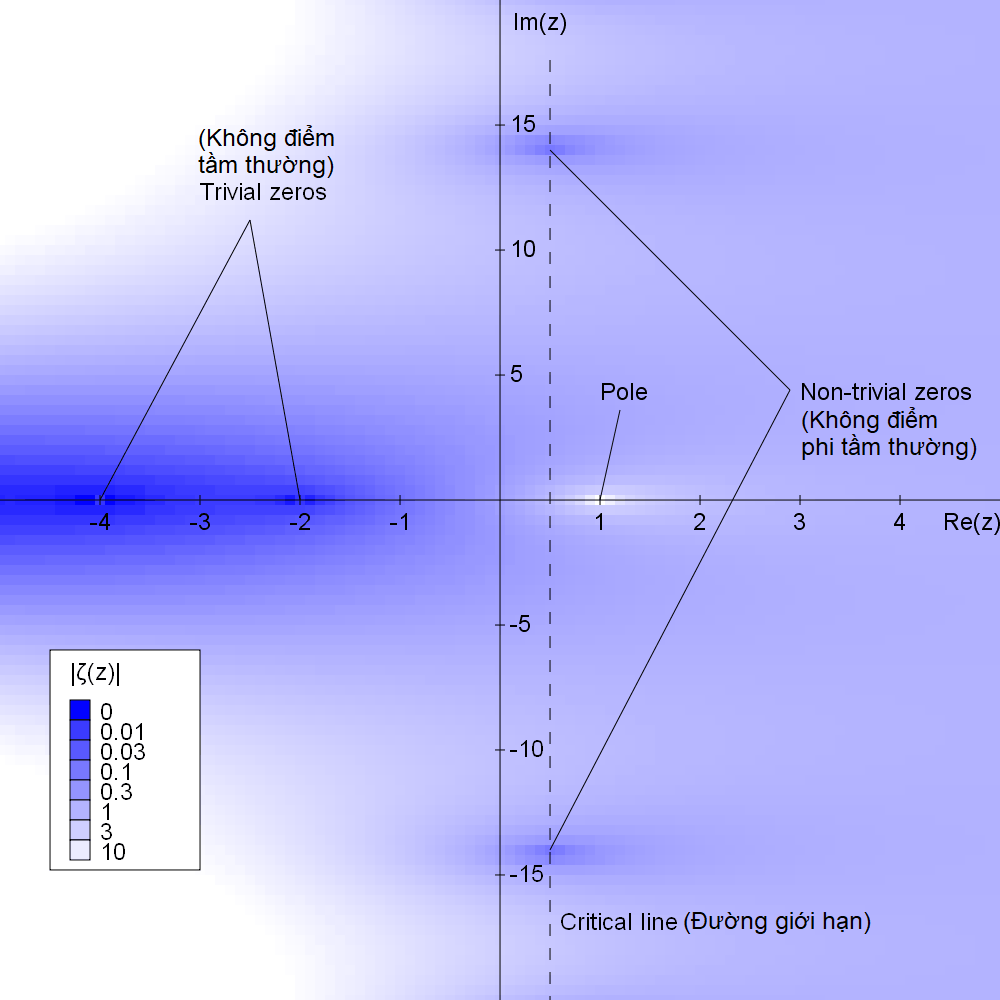
Đồ thị giá trị tuyệt đối của hàm zeta

Giả thuyết Riemann (1859) là một trong những bài toán chưa được giải nổi tiếng nhất toán học và một là trong bảy bài toán thiên niên kỷ, yêu cầu tìm các nghiệm số của hàm zeta Riemann {\displaystyle \zeta (s)}. Hàm này là một hàm giải tích trên tập số phức. Với số phức {\displaystyle s} có phần thực lớn hơn 1, nó bằng một tổng vô hạn trên tất cả số nguyên và một tích vô hạn trên tất cả số nguyên tố:
{\displaystyle \zeta (s)=\sum _{n=1}^{\infty }{\frac {1}{n^{s}}}=\prod _{p{\text{ nguyên tố}}}{\frac {1}{1-p^{-s}}}.}
Đẳng thức này giữa một tổng và một tích (do Euler tìm ra) được gọi là tích Euler. Tích Euler có thể được suy ra từ định lý cơ bản của số học và cho thấy sự liên hệ giữa hàm zeta và số nguyên tố. Nó dẫn đến một cách chứng minh khác về sự tồn tại vô số số nguyên tố: nếu chỉ có một số hữu hạn số nguyên tố thì dấu bằng giữa tổng và tích cũng xảy ra tại {\displaystyle s=1} nhưng tổng có tính phân kỳ (đó chính là chuỗi điều hòa {\displaystyle 1+{\tfrac {1}{2}}+{\tfrac {1}{3}}+\dots }) trong khi tích có tính hội tụ (mang giá trị hữu hạn), mâu thuẫn.
Giả thuyết Riemann phát biểu rằng nghiệm số của hàm zeta là tất cả các số âm chẵn hoặc các số phức với phần thực bằng 1/2. Chứng minh ban đầu của định lý số nguyên tố được dựa trên dạng không chặt chẽ của giả thuyết này cho rằng không có nghiệm số nào có phần thực bằng 1, mặc dù còn có thêm một số cách chứng minh cơ bản khác. Hàm đếm số nguyên tố có thể được biểu diễn bởi công thức tường minh của Riemann thành một tổng mà trong đó, mỗi số hạng đến từ một nghiệm số của hàm zeta: số hạng chính của tổng là tích phân logarit và các số hạng còn lại làm cho giá trị của tổng dao động quanh số hạng chính đó. Trong trường hợp này, các nghiệm số làm ảnh hưởng đến sự phân phối các số nguyên tố. Nếu giả thuyết Riemann là đúng, độ dao động đó sẽ nhỏ lại và sự phân phối tiệm cận các số nguyên tố được cho bởi định lý số nguyên tố cũng đúng trên các khoảng nhỏ hơn rất nhiều (có độ dài gần bằng căn bậc hai của {\displaystyle x} đối với khoảng nằm gần một số {\displaystyle x}).

## Đại số trừu tượng

### Số học mô đun và trường hữu hạn
Số học mô đun là một dạng khác của số học thông thường chỉ dùng các số {\displaystyle \{0,1,2,\dots ,n-1\}} với một số tự nhiên {\displaystyle n} được gọi là mô đun. Bất kỳ số tự nhiên nào khác đều có thể được ánh xạ vào hệ thống này bằng cách thay nó bằng số dư của nó khi được chia bởi {\displaystyle n}. Mô đun tổng, hiệu và tích được tính bằng cách thực hiện phép thế bằng số dư trong phép chia của tổng, hiệu hoặc tích các số nguyên thông thường. Sự bằng nhau giữa các số nguyên có liên quan đến khái niệm đồng dư trong số học mô đun: {\displaystyle x} và {\displaystyle y} đồng dư (ký hiệu {\displaystyle x\equiv y{\bmod {n}}}) khi phép chia của chúng bởi {\displaystyle n} cho số dư bằng nhau. Tuy nhiên, trong hệ thống số đó, chỉ có thể xảy ra phép chia cho một số khác 0 khi và chỉ khi mô đun là số nguyên tố. Chẳng hạn, với mô đun 7, có thể tồn tại phép chia cho 3: {\displaystyle 2/3\equiv 3{\bmod {7}}}, vì khi nhân cả hai vế cho 3 thì ta được biểu thức đúng {\displaystyle 2\equiv 9{\bmod {7}}}. Nhưng với mô đun 6 (là một hợp số), không thể tồn tại phép chia cho 3: phương trình {\displaystyle 2/3\equiv x{\bmod {6}}} vô nghiệm vì khi nhân cả hai vế cho 3 thì vế trái trở thành số 2 còn vế phải trở thành số 0 hoặc số 3. Trong đại số trừu tượng, khả năng thực hiện phép chia có nghĩa rằng mô đun một số nguyên tố tạo thành một trường được gọi là trường hữu hạn, trong khi các mô đun khác chỉ tạo ra vành.
Bằng số học mô đun, có thể suy ra được một số định lý về số nguyên tố. Ví dụ, định lý nhỏ Fermat phát biểu rằng nếu {\displaystyle a\not \equiv 0} (mod {\displaystyle p}) thì {\displaystyle a^{p-1}\equiv 1} (mod {\displaystyle p}). Lấy tổng trên tất cả giá trị của {\displaystyle a}, ta được phương trình
{\displaystyle \sum _{a=1}^{p-1}a^{p-1}\equiv (p-1)\cdot 1\equiv -1{\pmod {p}},}
đúng khi {\displaystyle p} là số nguyên tố. Giả thuyết Giuga cho rằng phương trình này là điều kiện đủ để {\displaystyle p} là số nguyên tố. Theo định lý Wilson, một số nguyên {\displaystyle p>1} là số nguyên tố khi và chỉ khi giai thừa {\displaystyle (p-1)!} đồng dư với –1 mod {\displaystyle p}. Với một hợp số{\displaystyle \;n=r\cdot s\;}thì định lý này không đúng, vì khi đó có một trong hai thừa số chia hết cả n và {\displaystyle (n-1)!} nên không thể có {\displaystyle (n-1)!\equiv -1{\pmod {n}}}.

### Sốp-adic
Cấp {\displaystyle p}-adic {\displaystyle \nu _{p}(n)} của một số nguyên {\displaystyle n} là số lần xuất hiện của {\displaystyle p} trong phân tích nguyên tố của {\displaystyle n}. Khái niệm này có thể được mở rộng cho số hữu tỉ: cấp {\displaystyle p}-adic của một phân số {\displaystyle m/n} được xác định là {\displaystyle \nu _{p}(m)-\nu _{p}(n)}. Khi đó, giá trị tuyệt đối {\displaystyle p}-adic {\displaystyle |q|_{p}} của một số hữu tỉ {\displaystyle q} là {\displaystyle |q|_{p}=p^{-\nu _{p}(q)}}. Khi nhân một số nguyên với giá trị tuyệt đối {\displaystyle p}-adic của nó thì các thừa số {\displaystyle p} trong phân tích nguyên tố của số nguyên đó bị khử và chỉ còn lại các thừa số nguyên tố khác. Giống như khi đo khoảng cách giữa hai số thực bằng giá trị tuyệt đối thông thường, khoảng cách giữa hai số hữu tỉ có thể được đo bằng độ dài {\displaystyle p}-adic, tức là giá trị tuyệt đối {\displaystyle p}-adic của hiệu hai số đó. Theo định nghĩa khoảng cách đó, hai số được gọi là gần nhau (có khoảng cách nhỏ) khi hiệu giữa chúng có thể chia hết bởi một lũy thừa bậc cao của {\displaystyle p}. Bằng cùng một cách mà số thực được tạo thành từ số hữu tỉ và khoảng cách giữa chúng cùng một số giá trị giới hạn được thêm vào để hợp lại thành một trường đầy đủ, các số hữu tỉ với khoảng cách {\displaystyle p} có thể được mở rộng sang một trường đầy đủ khác được gọi là số {\displaystyle p}-adic.
Các khái niệm về cấp, giá trị tuyệt đối và trường đầy đủ suy ra từ chúng có thể được khái quát hóa cho trường số đại số cùng với định chuẩn (ánh xạ nhất định từ nhóm nhân của trường đó sang một nhóm cộng được sắp toàn phần), giá trị tuyệt đối (ánh xạ nhân nhất định từ một trường sang số thực), và place (sự mở rộng sang trường đầy đủ mà trong đó tập cho trước là một tập trù mật) của chúng. Chẳng hạn, sự mở rộng từ tập số hữu tỉ sang tập số thực là một place mà tại đó khoảng cách giữa hai số là giá trị tuyệt đối thông thường của hiệu hai số đó. Ánh xạ tương ứng sang một nhóm cộng là logarit của giá trị tuyệt đối đó, mặc dù nó không thỏa mãn tất cả yêu cầu của một định chuẩn. Theo định lý Ostrowski, số thực và số {\displaystyle p}-adic cùng cấp và giá trị tuyệt đối của chúng là định chuẩn, giá trị tuyệt đối và place duy nhất trên tập số hữu tỉ xê xích theo khái niệm tự nhiên về tính tương đương. Nguyên lý Hasse cho phép giải nhiều bài toán trên số hữu tỉ bằng cách hợp các nghiệm từ mỗi place của chúng lại với nhau, một lần nữa nhấn mạnh tầm quan trọng của số nguyên tố trong lý thuyết số.

### Phần tử nguyên tố trong vành

Số nguyên tố Gauss với chuẩn nhỏ hơn 500

Vành giao hoán là một cấu trúc đại số có định nghĩa phép cộng, phép trừ và phép nhân. Tập số nguyên là một vành và số nguyên tố trong tập đó đã được khái quát hóa sang lý thuyết vành với thuật ngữ phần tử nguyên tố và phần tử tối giản. Một phần tử {\displaystyle p} của vành {\displaystyle R} được gọi là phần tử nguyên tố nếu nó khác 0, không có nghịch đảo (không phải phần tử đơn vị) và thỏa mãn điều kiện: khi {\displaystyle p} chia hết tích {\displaystyle xy} gồm hai phần tử trong {\displaystyle R} thì nó cũng chia hết ít nhất một trong hai phần tử {\displaystyle x} và {\displaystyle y}. Một phần tử được gọi là phần tử tối giản nếu nó không phải phần tử đơn vị, cũng không phải là tích của hai phần tử khác phần tử đơn vị. Trong vành số nguyên, các phần tử nguyên tố và tối giản tạo thành cùng một tập hợp
{\displaystyle \{\dots ,-11,-7,-5,-3,-2,2,3,5,7,11,\dots \}\,.}
Trong một vành bất kỳ, mọi phần tử nguyên tố đều là phần tử tối giản. Phát biểu ngược lại của nó chỉ đúng trong miền phân tích nhân tử duy nhất.
Định lý cơ bản của số học là đúng (theo định nghĩa) trong miền phân tích nhân tử duy nhất. Ví dụ về một miền như thế là vành số nguyên Gauss {\displaystyle \mathbb {Z} [i]}, vành các số phức dạng {\displaystyle a+bi} với {\displaystyle i} là đơn vị ảo và {\displaystyle a} và {\displaystyle b} là số nguyên bất kỳ. Các phần tử nguyên tố của vành đó được gọi là số nguyên tố Gauss. Một số nguyên tố trong vành số nguyên có thể không phải là số nguyên tố trong vành số nguyên Gauss; chẳng hạn, số 2 có thể được viết thành tích của hai số nguyên tố Gauss {\displaystyle 1+i} và {\displaystyle 1-i}. Số nguyên tố hữu tỉ (phần tử nguyên tố trong vành số nguyên) đồng dư với 3 mod 4 là số nguyên tố Gauss, nhưng số nguyên tố hữu tỉ đồng dư với 1 mod 4 không phải vậy. Đó là một hệ quả của định lý Fermat về tổng của hai số chính phương, phát biểu rằng một số nguyên tố lẻ {\displaystyle p} có thể được biểu diễn thành tổng của hai số chính phương, {\displaystyle p=x^{2}+y^{2}}, và do đó có thể được phân tích thành {\displaystyle p=(x+iy)(x-iy)}, chỉ khi {\displaystyle p} đồng dư với 1 mod 4.

### I-đê-an nguyên tố
Không phải mọi vành đều là miền phân tích nhân tử duy nhất. Chẳng hạn, trong vành các số {\displaystyle a+b{\sqrt {-5}}} (với {\displaystyle a} và {\displaystyle b} là số nguyên), số 21 có hai cách phân tích: {\displaystyle 21=3\cdot 7=(1+2{\sqrt {-5}})(1-2{\sqrt {-5}})}, trong đó cả bốn thừa số đều là tối giản, nên nó không có một phân tích nhân tử duy nhất. Để mở rộng khái niệm phân tích nhân tử duy nhất sang các lớp vành khác lớn hơn, có thể thay thế thuật ngữ về số bằng thuật ngữ về i-đê-an, một tập hợp con của các phần tử trong một vành chứa tổng của mỗi cặp phần tử của nó và tích của mỗi phần tử của nó với một phần tử trong vành. I-đê-an nguyên tố, vốn khái quát hóa phần tử nguyên tố trong trường hợp i-đê-an chính tạo ra bởi một phần tử nguyên tố là một i-đê-an nguyên tố, là một công cụ quan trọng và chủ đề nghiên cứu chính trong đại số giao hoán, lý thuyết số đại số và hình học đại số. Các i-đê-an nguyên tố trong vành số nguyên là (0), (2), (3), (5), (7), (11),... Định lý cơ bản của số học được khái quát hóa thành định lý Lasker–Noether biểu diễn một i-đê-an bất kỳ trong một vành giao hoán Noether thành giao của các i-đê-an sơ cấp, một dạng khái quát hóa thích hợp của lũy thừa nguyên tố.
Phổ của một vành là một không gian hình học mà các điểm trong đó là các i-đê-an nguyên tố của vành đó. Thuật ngữ này giúp ích nhiều cho hình học đại số và nhiều khái niệm liên quan khác cũng xuất hiện trong hình học và lý thuyết số. Chẳng hạn, sự phân tích hoặc phân chia i-đê-an nguyên tố khi áp dụng trong một trường mở rộng, một bài toán cơ bản của lý thuyết số đại số, thì có tương đồng với sự phân chia trong hình học. Các khái niệm này thậm chí còn có thể hỗ trợ giải một số bài toán đặc biệt liên quan đến số nguyên trong lý thuyết số. Ví dụ, có thể dùng i-đê-an nguyên tố trong vành số nguyên của trường số bậc hai để chứng minh luật tương hỗ bậc hai, một phát biểu về sự tồn tại của biểu thức căn bậc hai mô đun một số nguyên tố nguyên. Những cố gắng ban đầu để chứng minh định lý cuối của Fermat đã dẫn đến sự ra đời khái niệm số nguyên tố chính quy, những số nguyên tố nguyên liên quan đến sự không tồn tại phân tích nhân tử duy nhất trong trường số nguyên chia đường tròn. Bài toán có bao nhiêu số nguyên tố nguyên có thể được phân tích thành một tích gồm nhiều i-đê-an nguyên tố trong một trường số đại số được giải quyết bằng định lý mật độ Chebotarev mà khi được áp dụng cho số nguyên chia đường tròn thì có trường hợp đặc biệt là định lý Dirichlet về số nguyên tố trong cấp số cộng.

### Lý thuyết nhóm
Trong lý thuyết nhóm hữu hạn, định lý Sylow phát biểu rằng nếu lũy thừa của một số nguyên tố {\displaystyle p^{n}} chia hết cấp của một nhóm thì nó có một nhóm con với cấp {\displaystyle p^{n}}. Theo định lý Lagrange, một nhóm với cấp nguyên tố là nhóm cyclic, và theo định lý Burnside thì một nhóm có cấp chia hết được bởi đúng hai số nguyên tố là nhóm giải được.

## Phương pháp tính

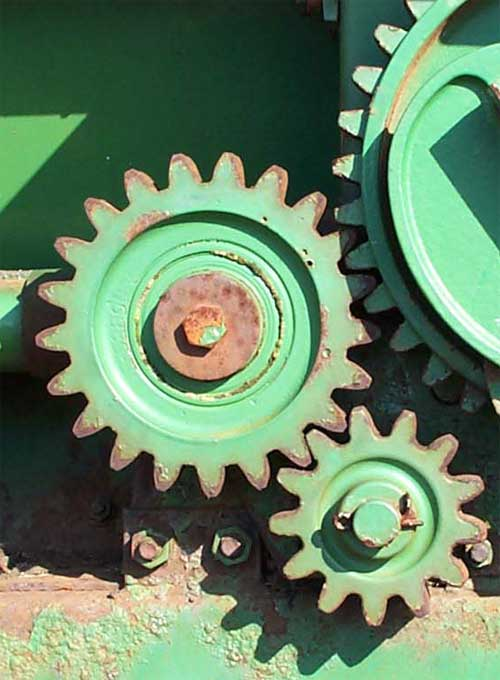
Bánh răng nhỏ trong một thiết bị nông nghiệp có 13 răng (là số nguyên tố) và bánh răng vừa có 21 răng (nguyên tố cùng nhau với 13).

Trong một thời gian dài, lý thuyết số nói chung và ngành nghiên cứu số nguyên tố nói riêng từng được xem là ví dụ kinh điển về toán học thuần túy khi không có ứng dụng nào ngoài phạm vi toán học, ngoại trừ việc dùng các bánh răng với số răng là số nguyên tố để hạn chế mài mòn. Thậm chí, một số nhà lý thuyết số như nhà toán học người Anh G. H. Hardy còn tự hào về chính họ khi làm những công trình nghiên cứu hoàn toàn không có ý nghĩa quân sự gì.
Góc nhìn này đã bị xóa bỏ vào những năm 1970, khi số nguyên tố đã có thể được dùng làm cơ sở để tạo ra các thuật toán mật mã hóa khóa công khai. Những ứng dụng này đã góp phần đẩy mạnh hoạt động nghiên cứu thuật toán thực hiện phép tính trên số nguyên tố và các phương pháp kiểm tra tính nguyên tố của một số. Thuật toán kiểm tra tính nguyên tố cơ bản nhất, giải thuật chia thử, quá chậm đối với số rất lớn. Một nhóm thuật toán hiện đại có thể áp dụng được cho một số bất kỳ, trong khi còn có các thuật toán hiệu quả hơn dành cho các nhóm số đặc biệt. Đa số thuật toán kiểm tra tính nguyên tố chỉ cho biết đầu vào của chúng có phải là số nguyên tố hay không. Một số đoạn chương trình khác còn xuất ra một (hoặc tất cả) thừa số nguyên tố từ đầu vào là hợp số và được gọi là thuật toán phân tích số nguyên. Số nguyên tố cũng có ứng dụng trong điện toán như giá trị tổng kiểm, bảng băm và bộ sinh số giả ngẫu nhiên.

### Giải thuật chia thử
Phương pháp cơ bản nhất để kiểm tra tính nguyên tố của một số nguyên {\displaystyle n} cho trước được gọi là chia thử. Thuật toán này chia {\displaystyle n} cho tất cả số nguyên từ 2 đến căn bậc hai của {\displaystyle n}. Khi có bất kỳ số nguyên nào chia hết {\displaystyle n} thì {\displaystyle n} là hợp số, ngược lại thì nó là số nguyên tố. Các số lớn hơn căn bậc hai đó không cần được kiểm tra, vì khi {\displaystyle n=a\cdot b} thì một trong hai thừa số {\displaystyle a} và {\displaystyle b} nhỏ hơn hoặc bằng căn bậc hai của {\displaystyle n}. Một dạng tối ưu khác là chỉ kiểm tra các thừa số nguyên tố trong khoảng đó. Chẳng hạn, để kiểm tra xem 37 có phải là số nguyên tố hay không, thuật toán này chia nó cho các số nguyên tố trong khoảng từ 2 đến √37, đó là số 2, 3 và 5. Cả ba phép chia đều có số dư khác 0 nên 37 chính là số nguyên tố.
Phương pháp này có thể được mô tả một cách đơn giản, nhưng không thực tế khi kiểm tra tính nguyên tố của các số nguyên lớn, vì số phép chia nó thực hiện tăng dần theo cấp số nhân khi số chữ số của số nguyên đó càng nhiều. Tuy nhiên, giải thuật chia thử vẫn được sử dụng để tìm nhanh hợp số với thừa số nhỏ trước khi áp dụng những phương pháp phức tạp hơn đối với các số vượt qua được giải thuật đó.

### Sàng

Sàng Eratosthenes bắt đầu với tất cả các số đều không được đánh dấu (màu xám). Sàng này tìm số đầu tiên không được đánh dấu (màu tối) và đánh dấu bình phương của nó và tất cả các bội lớn hơn sau đó là hợp số (màu sáng hơn). Sau khi đã đánh dấu các bội của 2 (đỏ), 3 (lục), 5 (lam) và 7 (vàng), tất cả các số nguyên tố lớn đến căn bậc hai của kích thước bảng đều đã được xét, và tất cả các số còn lại chưa được đánh dấu (11, 13,...) đều là số nguyên tố (màu tím).

Trước khi máy tính ra đời, nhiều bảng số liệt kê tất cả số nguyên tố hoặc phân tích nguyên tố đến một giới hạn cho trước đã được phát hành rộng rãi. Phương pháp cổ xưa nhất để lập danh sách số nguyên tố được gọi là sàng Eratosthenes. Hình minh họa bên phải cho thấy một dạng tối ưu của phương pháp này. Một sàng khác hiệu quả hơn để giải quyết bài toán đó là sàng Atkin. Trong toán học nâng cao, lý thuyết sàng áp dụng các phương pháp tương tự vào nhiều bài toán khác.

### Kiểm tra tính nguyên tố và chứng minh tính nguyên tố
Một số thuật toán hiện đại nhanh nhất để giải quyết bài toán về tính nguyên tố của một số {\displaystyle n} bất kỳ cho trước là các thuật toán xác suất (Monte Carlo), nghĩa là nó có một khả năng nhỏ ngẫu nhiên cho câu trả lời sai. Chẳng hạn, kiểm tra Solovay–Strassen với một số cho trước {\displaystyle p} chọn ngẫu nhiên một số {\displaystyle a} trong khoảng từ 2 đến {\displaystyle p-2} và sử dụng lũy thừa mô đun để kiểm tra xem {\displaystyle a^{(p-1)/2}\pm 1} có chia hết được bởi {\displaystyle p} hay không. Nếu đúng là như vậy thì nó trả lời "có" và ngược lại thì nó trả lời "không". Nếu {\displaystyle p} đúng là số nguyên tố thì nó luôn trả lời "có", nhưng nếu {\displaystyle p} là hợp số thì nó trả lời "có" với xác suất lớn nhất là 1/2 và "không" với xác suất nhỏ nhất là 1/2. Nếu thuật toán này được lặp lại {\displaystyle n} lần trong cùng một số, xác suất lớn nhất để một hợp số vượt qua được thuật toán mọi lần là {\displaystyle 1/2^{n}}. Vì xác suất đó giảm dần theo cấp số nhân khi số lần thực hiện kiểm tra tăng dần nên nó dẫn đến khả năng cao (nhưng không chắc chắn) rằng một số vượt qua được thuật toán lặp lại đó là số nguyên tố. Mặt khác, nếu một số không vượt qua được kiểm tra thì nó chắc chắn là hợp số. Một hợp số vượt qua được một kiểm tra như thế được gọi là số giả nguyên tố.
Ngược lại, một số thuật toán khác đảm bảo rằng câu trả lời luôn luôn đúng: số nguyên tố sẽ luôn luôn được xác định là số nguyên tố và hợp số sẽ luôn luôn được xác định là hợp số. Chẳng hạn, phát biểu này là đúng đối với giải thuật chia thử. Những thuật toán với đầu ra đảm bảo chính xác bao gồm thuật toán tất định như phép kiểm tra tính nguyên tố AKS, và các thuật toán Las Vegas ngẫu nhiên mà trong đó những lựa chọn ngẫu nhiên của thuật toán không ảnh hưởng gì đến kết quả cuối cùng, chẳng hạn như một số dạng của phép chứng minh tính nguyên tố bằng đường cong elliptic. Khi phương pháp đường cong elliptic kết luận rằng một số là số nguyên tố, nó cũng xuất ra một chứng nhận tính nguyên tố có thể được xác nhận nhanh chóng. Kỹ thuật đường cong elliptic là nhanh nhất trong số các thuật toán với độ chính xác tuyệt đối, nhưng thời gian thực thi chỉ được đo dựa trên thực nghiệm thay vì lập luận chứng minh. Kiểm tra AKS có độ phức tạp tính toán được chứng minh bằng lập luận toán học nhưng hoạt động chậm hơn so với kỹ thuật đường cong elliptic. Các phương pháp này có thể được dùng để tạo ra các số nguyên tố lớn bằng cách tạo và kiểm tra các số ngẫu nhiên đến khi tìm được một số nguyên tố; khi đó, một thuật toán kiểm tra xác suất có thể nhanh chóng loại đi phần lớn hợp số trước khi một thuật toán "chắc chắn đúng" được dùng để xác thực lại rằng các số còn lại là số nguyên tố.
Bảng dưới đây liệt kê một số thuật toán như vậy. Thời gian hoạt động được cho theo số được kiểm tra {\displaystyle n} và số vòng lặp {\displaystyle k} (đối với thuật toán xác suất). Đồng thời, {\displaystyle \varepsilon } là một số dương nhỏ bất kỳ và {\displaystyle \log } là logarit cơ số không xác định. Ký hiệu O lớn nghĩa là mỗi khoảng thời gian phải được nhân lên bởi một hằng số tỉ lệ để chuyển nó từ một đại lượng vô hướng sang đơn vị thời gian; hằng số này phụ thuộc vào thông số kỹ thuật chẳng hạn như loại máy tính được dùng để thực hiện thuật toán, nhưng không phụ thuộc vào tham số đầu vào {\displaystyle n} và {\displaystyle k}.
| Thuật toán                     | Năm phát triển | Dạng        | Độ phức tạp thời gian                                           | Ghi chú                                | Chú thích       |
| ------------------------------ | -------------- | ----------- | --------------------------------------------------------------- | -------------------------------------- | --------------- |
| Kiểm tra AKS                   | 2002           | tất định    | {\displaystyle O((\log n)^{6+\varepsilon })}                    |                                        | [ 135 ] [ 138 ] |
| Chứng minh đường cong elliptic | 1986           | Las Vegas   | {\displaystyle O((\log n)^{4+\varepsilon })} (theo thực nghiệm) |                                        | [ 137 ]         |
| Kiểm tra Baillie–PSW           | 1980           | Monte Carlo | {\displaystyle O((\log n)^{2+\varepsilon })}                    |                                        | [ 139 ] [ 140 ] |
| Kiểm tra Miller–Rabin          | 1980           | Monte Carlo | {\displaystyle O(k(\log n)^{2+\varepsilon })}                   | xác suất sai số {\displaystyle 4^{-k}} | [ 141 ]         |
| Kiểm tra Solovay–Strassen      | 1977           | Monte Carlo | {\displaystyle O(k(\log n)^{2+\varepsilon })}                   | xác suất sai số {\displaystyle 2^{-k}} | [ 141 ]         |

### Các thuật toán đặc biệt và số nguyên tố lớn nhất đã biết
Cùng với các thuật toán nói trên áp dụng được cho bất kỳ số tự nhiên nào, một vài số với dạng đặc biệt còn có thể được kiểm tra tính nguyên tố nhanh hơn. Ví dụ, kiểm tra Lucas–Lehmer có thể xác định được một số Mersenne (lũy thừa của 2 trừ 1) có phải là số nguyên tố hay không một cách tất định với thời gian bằng với một vòng lặp của kiểm tra Miller–Rabin. Đó là lý do kể từ năm 1992 (tính đến tháng 10 năm 2024) số nguyên tố lớn nhất đã biết luôn là một số nguyên tố Mersenne. Có giả thuyết cho rằng có vô số số nguyên tố Mersenne.
Bảng dưới đây liệt kê các số nguyên tố lớn nhất đã biết theo nhiều dạng khác nhau. Một vài trong số đó được tìm thấy qua điện toán phân tán. Năm 2009, dự án Great Internet Mersenne Prime Search đã được trao giải thưởng 100.000 USD cho số nguyên tố đầu tiên có ít nhất 10 triệu chữ số thập phân. Tổ chức Biên giới Điện tử cũng có giải thưởng lần lượt là 150.000 và 250.000 USD dành cho số nguyên tố có ít nhất 100 triệu và 1 tỷ chữ số.
| Dạng số nguyên tố   | Số nguyên tố                       | Số chữ số  | Thời gian            | Tìm ra bởi                                        |
| ------------------- | ---------------------------------- | ---------- | -------------------- | ------------------------------------------------- |
| Mersenne            | 2136.279.841 − 1                   | 41.024.320 | 12 tháng 10 năm 2024 | Luke Durant, Great Internet Mersenne Prime Search |
| Proth               | 10.223 × 231.172.165 + 1           | 9.383.761  | 31 tháng 10 năm 2016 | Péter Szabolcs, PrimeGrid                         |
| Giai thừa           | 422.429! − 1                       | 2.193.027  | Tháng 2 năm 2022     | Ryan Propper                                      |
| Giai thừa nguyên tố | 6.369.619# − 1                     | 2.765.105  | Tháng 8 năm 2024     | Nick Merrylees, PrimeGrid                         |
| Sinh đôi            | 2.996.863.034.895 × 21.290.000 ± 1 | 388.342    | Tháng 9 năm 2016     | Tom Greer, PrimeGrid                              |

### Phân tích số nguyên
Cho một hợp số {\displaystyle n}, công việc xuất ra một (hoặc tất cả) thừa số nguyên tố được gọi là phân tích của {\displaystyle n}. Công việc này khó hơn đáng kể so với kiểm tra tính nguyên tố, và mặc dù tồn tại nhiều thuật toán phân tích nhưng chúng đều chậm hơn so với các phương pháp nhanh nhất để kiểm tra tính nguyên tố. Giải thuật chia thử và thuật toán RHO có thể được dùng để tìm các nhân tử rất nhỏ của {\displaystyle n}, và thuật toán phân tích bằng đường cong elliptic có thể hiệu quả khi {\displaystyle n} có các nhân tử lớn vừa phải. Một số phương pháp phù hợp đối với số lớn bất kỳ không phụ thuộc vào độ lớn của nhân tử bao gồm sàng cấp hai và sàng trường số thông thường. Giống như kiểm tra tính nguyên tố, có một số thuật toán phân tích yêu cầu đầu vào có dạng đặc biệt, trong đó có sàng trường số đặc biệt. Tính đến tháng 2 năm 2020 số lớn nhất được phân tích bằng một thuật toán thông thường là RSA-250, một số có 250 chữ số (829 bit) và là tích của hai số nguyên tố lớn.
Thuật toán Shor cho phép phân tích bất kỳ số nguyên nào với số bước đa thức trong một máy tính lượng tử. Tuy nhiên, với công nghệ hiện nay thì thuật toán này chỉ hoạt động được với các số rất nhỏ. Tính đến tháng 10 năm 2012 số lớn nhất được phân tích bằng thuật toán Shor trong một máy tính lượng tử là 21.

### Ứng dụng khác trong điện toán
Một số thuật toán mật mã hóa khóa công khai, chẳng hạn như RSA và trao đổi khóa Diffie−Hellman được dựa trên số nguyên tố lớn (phổ biến nhất là số nguyên tố 2048 bit). RSA dựa vào giả thiết rằng thực hiện phép nhân hai số lớn {\displaystyle x} và {\displaystyle y} dễ hơn nhiều so với khi tính {\displaystyle x} và {\displaystyle y} (giả sử là hai số nguyên tố cùng nhau) nếu chỉ biết một tích {\displaystyle xy}. Trao đổi khóa Diffie−Hellman dựa vào thực tế rằng có một số thuật toán hiệu quả đối với lũy thừa mô đun (tính {\displaystyle a^{b}{\bmod {c}}}), trong khi phép tính ngược lại (logarit rời rạc) được cho là một bài toán khó.
Số nguyên tố được sử dụng thường xuyên trong bảng băm. Chẳng hạn phương pháp ban đầu của Carter và Wegman đối với băm phổ quát được dựa vào việc tính hàm băm bằng cách chọn ngẫu nhiên hàm tuyến tính mô đun số nguyên tố lớn. Carter và Wegman đã khái quát hóa phương pháp này cho băm {\displaystyle k}-độc lập bằng cách sử dụng đa thức bậc cao mô đun số nguyên tố lớn. Cũng như trong hàm băm, số nguyên tố được dùng trong kích thước của bảng băm dựa trên dò cấp hai để đảm bảo rằng chuỗi dò bao phủ hết bảng đó.
Một số phương pháp giá trị tổng kiểm được dựa trên kiến thức toán học về số nguyên tố. Chẳng hạn giá trị tổng kiểm dùng trong ISBN được xác định bằng cách lấy tổng của tất cả các chữ số (ngoài chữ số cuối cùng) mô đun 11. Vì 11 là số nguyên tố nên phương pháp này có thể phát hiện các chữ số bị sai và chuyển vị của các chữ số liền kề nhau. Adler-32, một công cụ kiểm tra tổng kiểm khác, sử dụng số học mô đun 65521, số nguyên tố lớn nhất nhỏ hơn {\displaystyle 2^{16}}. Số nguyên tố cũng được dùng trong bộ sinh số giả ngẫu nhiên, trong đó có bộ sinh số đồng dư tuyến tính và Mersenne Twister.

## Các ứng dụng khác
Số nguyên tố là chủ đề trọng tâm của lý thuyết số và có nhiều ứng dụng trong các lĩnh vực khác của toán học, trong đó có đại số trừu tượng và hình học cơ bản. Ví dụ, có thể đặt một số lượng số nguyên tố các điểm trên mặt phẳng hai chiều sao cho không có ba điểm nào thẳng hàng, hoặc sao cho một tam giác bất kỳ với ba đỉnh là ba trong số các điểm đó có kích thước lớn. Một ví dụ khác là tiêu chuẩn Eisenstein, dùng để kiểm tra xem một đa thức có tối giản hay không dựa vào tính chia hết của các hệ số cho một số nguyên tố và bình phương của nó.

Tổng liên kết của hai nút thắt nguyên tố

Khái niệm số nguyên tố quan trọng đến mức nó đã được khái quát hóa sang các nhánh khác của toán học. Thông thường, "nguyên tố" có nghĩa là "tối thiểu" hoặc "không khai triển, phân tích được" trong trường hợp thích hợp. Ví dụ, trường nguyên tố của một trường cho trước là trường con nhỏ nhất của trường đã cho có chứa cả 0 và 1. Nó có thể là trường số hữu tỉ hoặc một trường hữu hạn có số lượng phần tử là số nguyên tố. Một nghĩa thứ hai ám chỉ rằng bất kỳ đối tượng nào cũng đều có một cách phân tích duy nhất thành các thành phần nguyên tố. Chẳng hạn, trong lý thuyết nút thắt, nút thắt nguyên tố là một nút thắt không phân tích được, nghĩa là nó không thể được viết thành tổng liên kết của hai nút thắt không tầm thường. Mỗi nút thắt bất kỳ có một cách biểu diễn duy nhất thành tổng liên kết của các nút thắt nguyên tố. Phân tích nguyên tố của 3-đa tạp là ví dụ khác của dạng này.
Cùng với toán học và điện toán, số nguyên tố có mối liên hệ với cơ học lượng tử và là hình ảnh ẩn dụ trong nghệ thuật và văn học. Chúng cũng có ứng dụng trong sinh học tiến hóa để giải thích vòng đời của liên họ Ve sầu.

### Đa giác vẽ được và phân chia đa giác

Một ngũ giác đều được vẽ bằng thước thẳng và compa. Tính chất này do 5 là số nguyên tố Fermat.

Số Fermat là những số có dạng
{\displaystyle F_{k}=2^{2^{k}}+1,}
với {\displaystyle k} là số nguyên không âm. Chúng được đặt tên theo Pierre de Fermat, người đã dự đoán rằng tất cả các số dạng này đều là số nguyên tố. Năm số Fermat đầu tiên – 3, 5, 17, 257 và 65.537 – đều là số nguyên tố, nhưng {\displaystyle F_{5}} là hợp số và tương tự với tất cả các số Fermat khác (tính đến năm 2017). Một {\displaystyle n}-giác đều có thể vẽ được bằng thước thẳng và compa khi và chỉ khi tập hợp các thừa số nguyên tố lẻ của {\displaystyle n} (nếu có) chỉ gồm các số nguyên tố Fermat. Tương tự, một {\displaystyle n}-giác đều có thể vẽ được bằng thước, compa và thước góc phần ba khi và chỉ khi tập hợp các thừa số nguyên tố của {\displaystyle n} có chứa số 2 hoặc số 3 cùng một tập hợp (có thể rỗng) các số nguyên tố Pierpont, số nguyên tố có dạng {\displaystyle 2^{a}3^{b}+1}.
Có thể chia một đa giác lồi bất kỳ thành {\displaystyle n} đa giác lồi nhỏ hơn với diện tích và chu vi bằng nhau khi {\displaystyle n} là lũy thừa của một số nguyên tố, nhưng chưa rõ tính chất này ra sao với các giá trị khác của {\displaystyle n}.

### Cơ học lượng tử
Bắt đầu từ công trình của Hugh Montgomery và Freeman Dyson vào những năm 1970, nhiều nhà toán học và vật lý suy đoán rằng nghiệm số của hàm zeta Riemann có liên hệ với mức năng lượng của hệ thống lượng tử. Số nguyên tố cũng có ý nghĩa quan trọng trong khoa học thông tin lượng tử nhờ vào các cấu trúc toán học như cơ sở không lệch qua lại và SIC-POVM (độ đo giá trị toán tử dương đối xứng đầy đủ thông tin).

### Sinh học
Chu kỳ tiến hóa của liên họ ve sầu chi Magicicada ở Bắc Mỹ có liên quan đến số nguyên tố. Các côn trùng này sống phần lớn cuộc đời dưới dạng ấu trùng dưới lòng đất. Chúng chỉ phát triển dần và chui lên mặt đất sau 7, 13 hoặc 17 năm, từ đó chúng bay, sinh sản và chết sau nhiều nhất vài tuần. Các nhà sinh học giả thiết rằng tính nguyên tố của chu kỳ sinh sản là để tránh đồng bộ với chu kỳ của động vật ăn thịt. Ngược lại, chu kỳ ra hoa nhiều năm của tre được cho là số nhẵn, chỉ có các thừa số nguyên tố nhỏ trong phân tích của nó.

### Nghệ thuật và văn học
Số nguyên tố đã làm ảnh hưởng đến nhiều nghệ sĩ và nhà văn. Nhà soạn nhạc người Pháp Olivier Messiaen sử dụng số nguyên tố để sáng tác nhạc qua "hiện tượng tự nhiên". Trong một số sáng tác như La Nativité du Seigneur (1935) và Quatre études de rythme (1949–1950), ông đồng thời áp dụng nhạc tố với độ dài cho bởi các số nguyên tố khác nhau để tạo những nhịp điệu đặc biệt: số 41, 43, 47 và 53 xuất hiện trong khúc luyện thứ ba "Neumes rythmiques". Theo Messiaen, phong cách sáng tác này "lấy cảm hứng từ vận động tự nhiên, vận động theo hướng tự do và khác biệt".
Trong tiểu thuyết khoa học viễn tưởng Contact (1985), nhà khoa học Carl Sagan gợi ý rằng phân tích nguyên tố có thể được dùng để tạo mặt phẳng ảnh hai chiều khi liên lạc với người ngoài hành tinh, một ý tưởng mà ông cùng nhà thiên văn người Hoa Kỳ Frank Drake phát triển từ năm 1975. Trong tiểu thuyết The Curious Incident of the Dog in the Night-Time (Bí ẩn về con chó lúc nửa đêm) của Mark Haddon, tác giả đánh số các mục của câu chuyện bằng các số nguyên tố liên tiếp để truyền đạt trạng thái tinh thần của nhân vật chính, một cậu bé có năng khiếu toán học mắc hội chứng Asperger. Số nguyên tố là hình ảnh ẩn dụ cho sự cô đơn trong tiểu thuyết La Solitudine dei Numeri Primi (Nỗi cô đơn của các số nguyên tố) của Paolo Giordano, ở đó chúng được mô tả là "người ngoài cuộc" trong các số nguyên.